# Castelfranco Veneto
Castelfranco Veneto je italské město v centru provincie Treviso, situované mezi městy Padova, Treviso a Vicenza. Známé je především jako rodiště renesančního malíře Giorgiona. Město má velmi dobře zachované středověké opevnění a hrad. V katedrále sv. Liberala (patrona města) je oltářní obraz Sv. Panna na trůnu se svatými Liberalem a Františkem od Giorgiona z let 1503-1504, zvaný Pala di Castelfranco.
Původ města sahá do roku 1195 kdy Trevisané začali opevňovat společnou hranici s Padovany a na potoce Muson, v místě dnešního města, postavili první pevnůstku.
V roce 2005 žilo v městě 33 005 obyvatel.

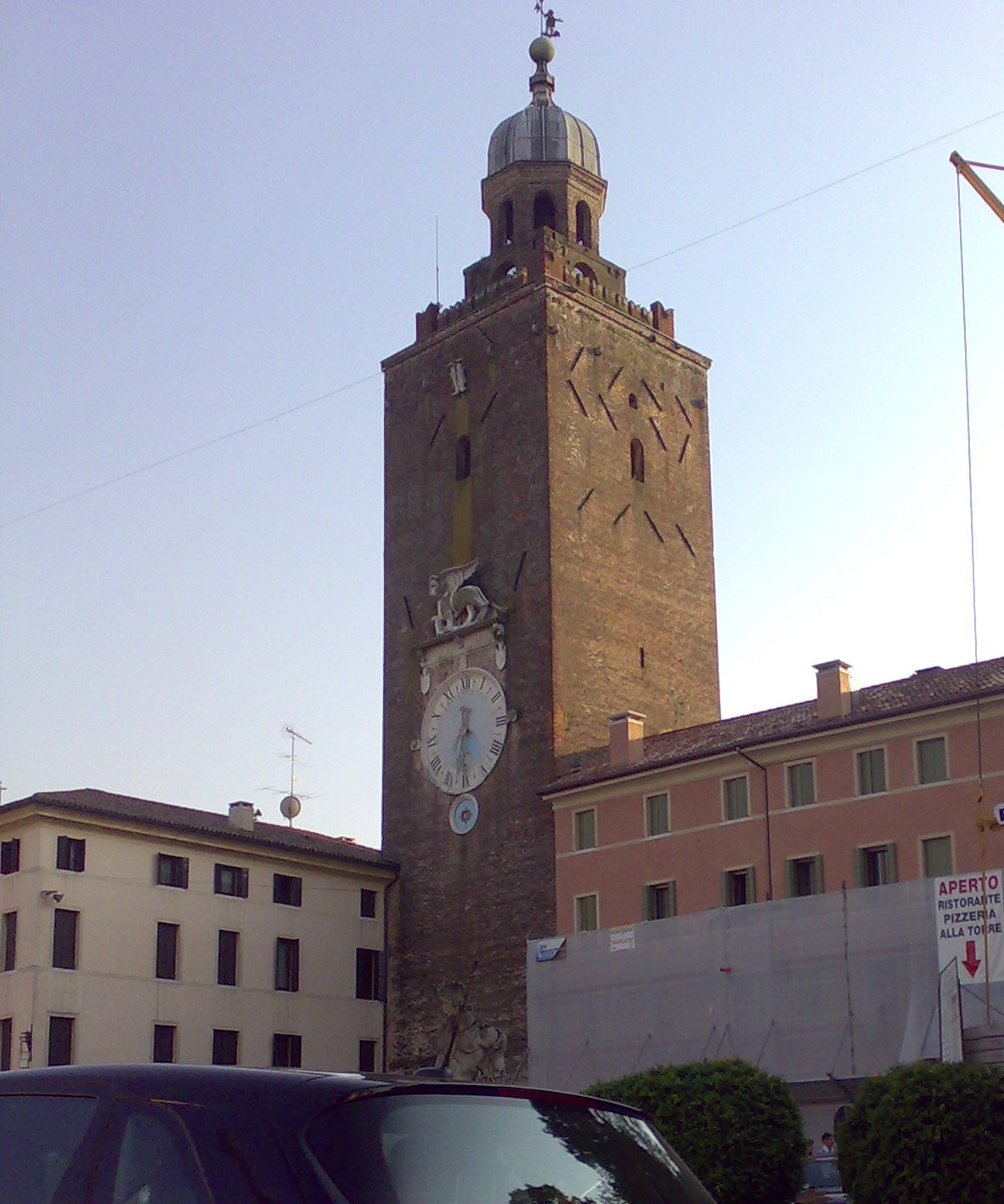
Castelfranco Veneto: východní věž hradu

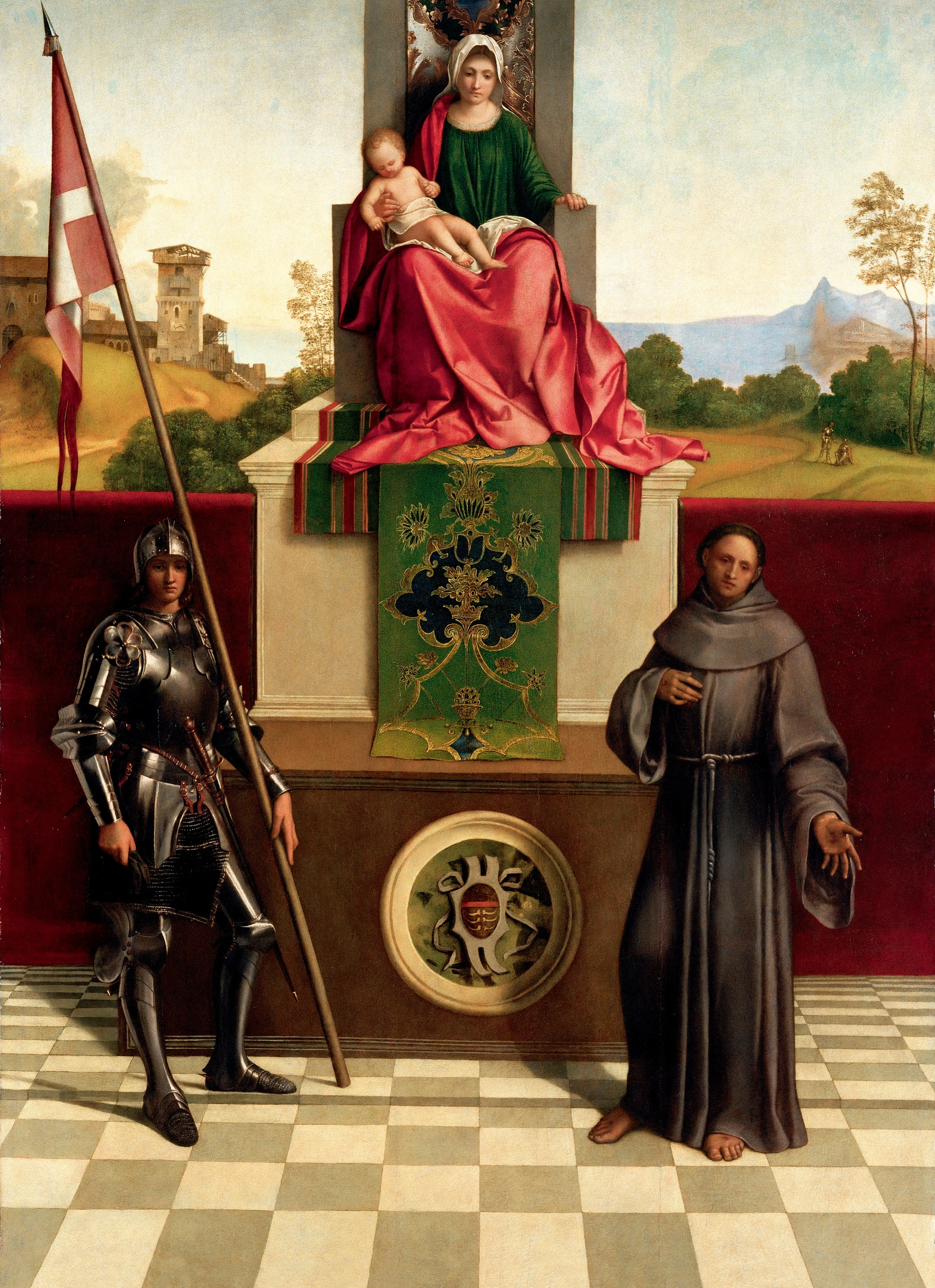
Oltářní obraz Madona na trůnu se svatými Liberalem a Františkem v místní katedrále